# Club Español (Buenos Aires)

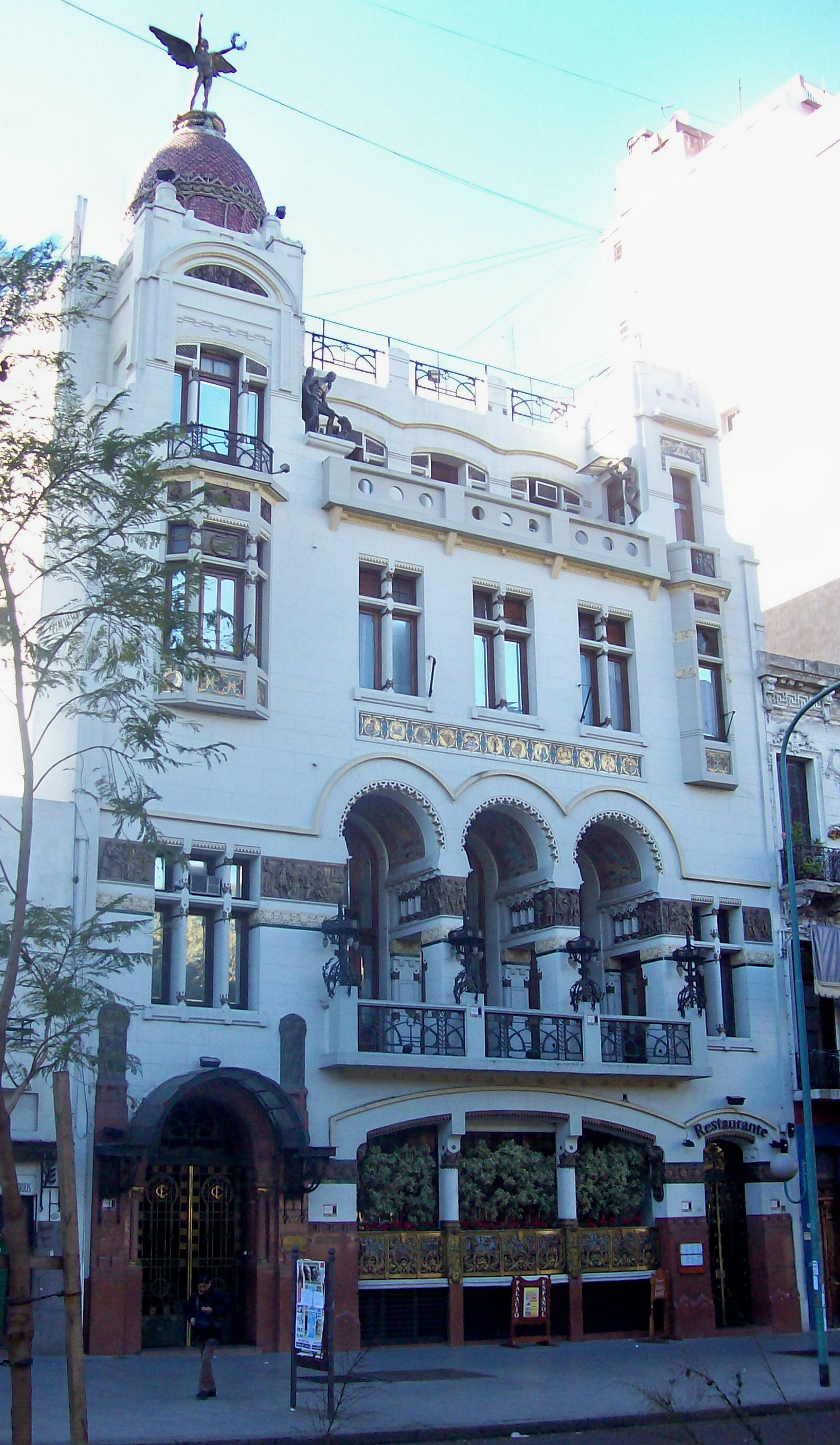
Vista del Club Español.

El Club Español de Buenos Aires, fundado en 1852, es la asociación de españoles en el extranjero más antigua del mundo. Promueve actividades sociales, culturales y benéficas, fortaleciendo los lazos entre España y Argentina. 
Su sede actual, inaugurada en 1911, es una joya arquitectónica con influencias modernistas y neo-mudéjares. El edificio es reconocido como Monumento Histórico Nacional por su valor cultural y artístico.
Se encuentra en la calle Bernardo de Irigoyen número 172, a pocos metros del cruce entre la Avenida 9 de Julio y la Avenida de Mayo, en el barrio de Monserrat, en Buenos Aires, Argentina. 

## Historia

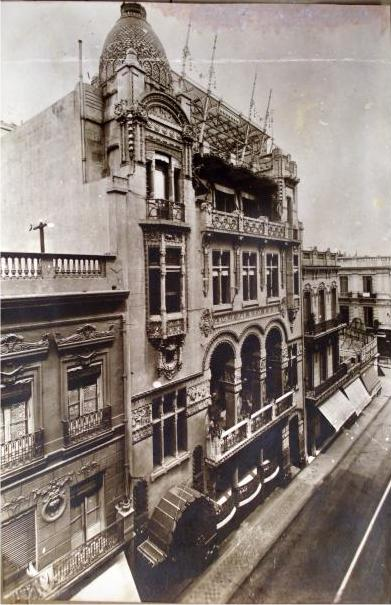
Aspecto original del edificio.

El Club Español de Buenos Aires fue fundado en 1852, tras el resurgimiento de la comunidad española luego de la Batalla de Caseros y la derogación de la ley de extranjería. Inicialmente llamado Casino Español, adoptó su nombre actual en 1872. Desde sus inicios, se dedicó a promover actividades sociales, culturales y benéficas, apoyando tanto a la colectividad española como a la sociedad argentina. Ha sido un punto de encuentro para figuras destacadas y un referente histórico para la comunidad hispánica en el país.

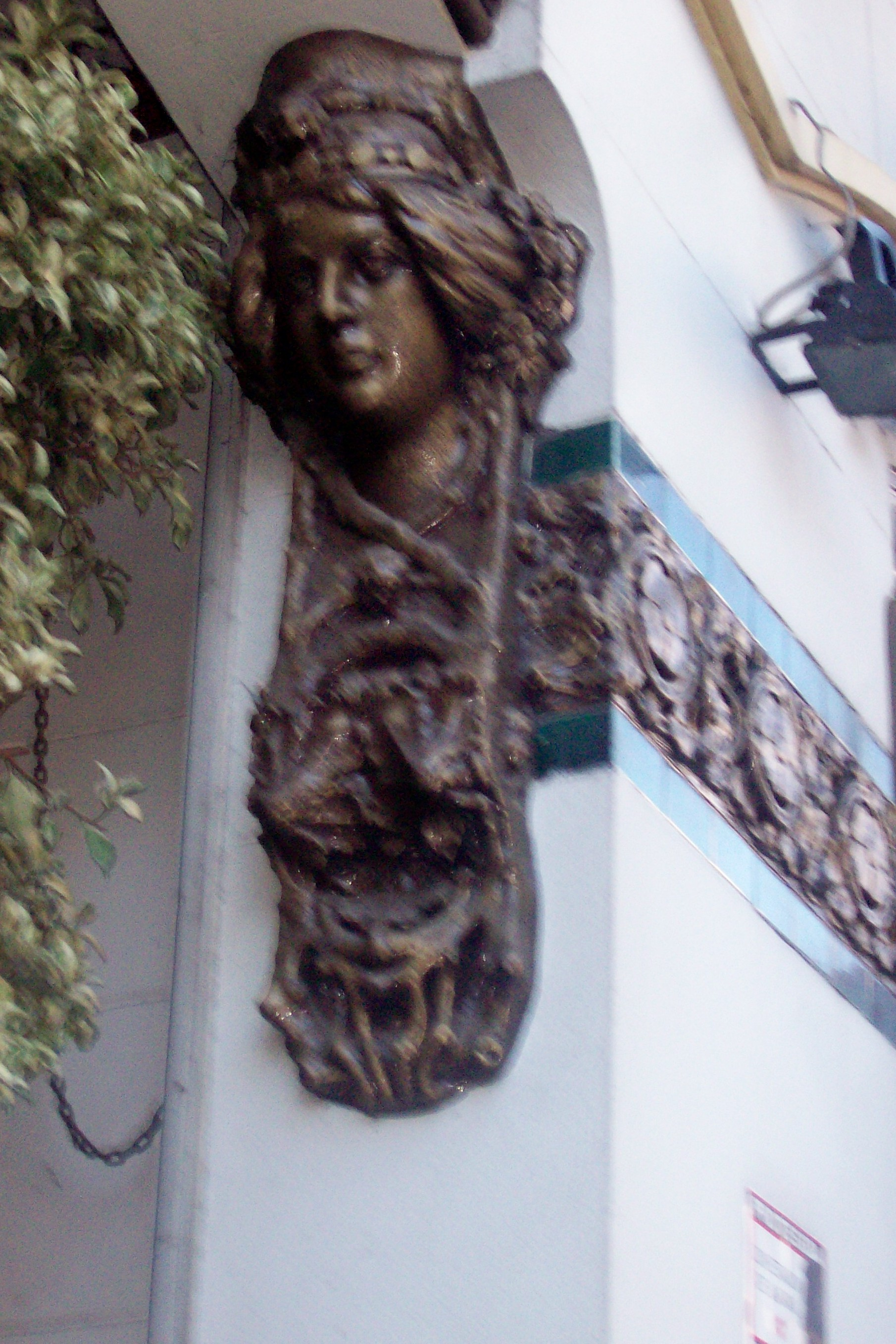
Detalle del balcón.

El Club Español llevó a cabo varias obras de bien: Por ejemplo, en 1892 recolectó fondos para adquirir un barco de guerra que fue a fin donado a la República Argentina, en reemplazo del torpedero “Rosales” que naufragó en ocasión del Cuarto Centenario del Descubrimiento de América, cuando iba a saludar al pabellón español.
En combinación con la Asociación Patriótica Española, el Club publicó durante muchos años la revista Hispania.
Los Reyes de España Juan Carlos I y Sofía, Felipe González y José María Aznar han visitado las instalaciones del Club, así como otras ilustres visitas, entre ellas, el 27 de mayo de 1910, durante el acto en homenaje al Centenario que organizó el Club Español, asistió la Infanta Doña Isabel de Borbón, la cual obsequió al Club tres ascensores, dos de los cuales se mantienen funcionando y el tercero se donó al Poder Ejecutivo Nacional, siendo el que se utiliza en la Casa Rosada actualmente.
Es la más antigua de las sociedades de emigrantes españoles en todo el mundo.
El 9 de diciembre de 2004 la Honorable Legislatura de la ciudad Autónoma de Buenos Aires, por resolución 566/2004 declaró al Club Español como sitio de interés cultural de la Ciudad Autónoma de Buenos Aires en mérito a su valor histórico, simbólico, arquitectónico y urbanístico. Años más tarde, en 2014, el edificio del Club Español fue declarado Monumento Histórico Nacional.

## Descripción del edificio
El 11 de mayo de 1907, cuando la entidad adquirió dos lotes de terreno en la calle Buen Orden (hoy Bernardo de Irigoyen) números 172 al 180, convocó a una licitación internacional para la construcción del actual edificio, que fue ganada por el arquitecto holandés Enrique Folkers, quien también se encargó de la dirección de la obra. El 27 de septiembre de 1908 se colocó la piedra fundamental, y el 8 de mayo de 1911 se tomó posesión del edificio.
Puede inscribirse en la categoría de Art Noveau, aunque también suma rasgos del Modernismo catalán, con toques de corrientes austriacas y alemanas. La construcción fue dirigida por el ingeniero Ernesto Gramondo y se realizó en 28 meses.

### El exterior

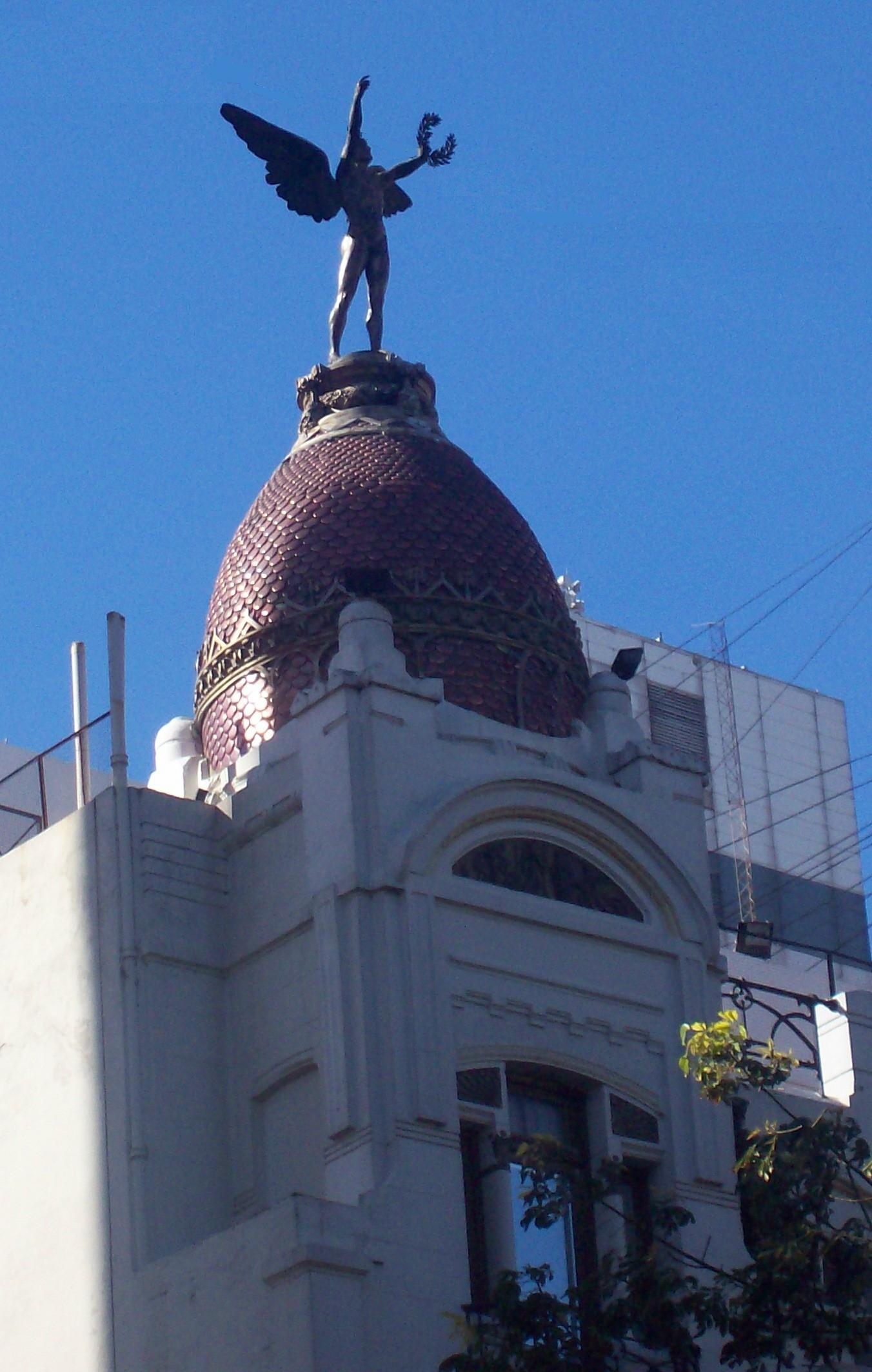
La cúpula con la figura del genio alado, obra de Torcuato Tasso y Nadal.

El frente del edificio cuenta con características eclécticas, en el cual el ornamento expresa una intencionalidad formal, incorporándose en la armazón arquitectónica, propia del modernismo.
Los arcos de herradura coronan toda la fachada, un elemento decorativo arraigado en la historia arquitectónica española.
No sólo exhibe ornamento en la mampostería, estructura y herrajes, sino que además cuenta con frisos y molduras rectos, semicirculares o curvos, que están dispuestos ordenadamente pero con sentido de contraste, de ruptura.
El conjunto cuenta además con bandas horizontales de granito rojo tierra que equilibran lo vertical de la caja arquitectónica, otorgándole solidez y peso.

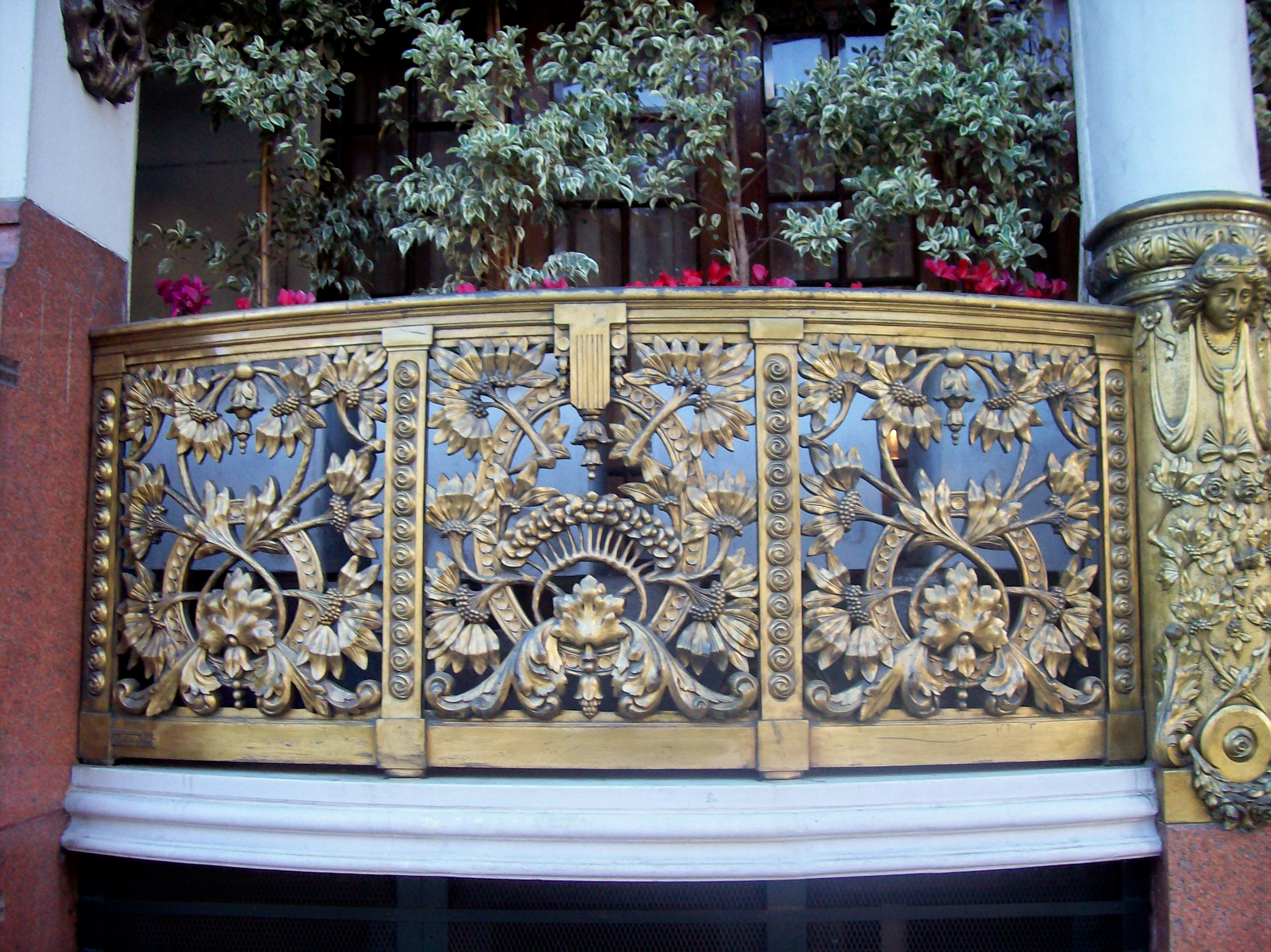
Balcón planta baja.

La cúpula del edificio es de un llamativo color entre dorado y cobrizo. En su parte superior muestra una imponente figura del genio alado, que junto con las del tercer piso: La Recolección y La Navegación, son obras del barcelonés Torcuato Tasso y Nadal. En otros tiempos el genio sostenía en una mano un farol que se encendía en fechas especiales, como el 12 de octubre. 
En enero de 2003 un grupo de ladrones robaron la parte inferior de la balaustrada original, destrozando además parte del frente de mármol. Ese sector inferior fue reemplazado por una de hierro, pintada de dorado, ya que no pudo recuperarse lo robado, que probablemente fue fundido para vender los 250 kilos de bronce de los que estaba compuesto.

### El interior
El palacio se desarrolla en cuatro plantas. El acceso por la entrada principal cuenta con una imponente escalera de honor, realizada como una gran obra de arte, realizada con mármoles españoles e italianos y trabajada con calados y tallas a cincel.
Todos los salones están decorados por estucos, mármoles y bronces. El palacio constaba inicialmente de un sótano con dos salones en estilo árabe; planta baja destinada a billares; un gran salón de estilo imperial en el piso principal, cuyo techo fue obra del pintor Julio Borrell. En el entresuelo se instaló una peluquería. Los salones del segundo piso se destinaron a juegos de recreo, lectura y conversación. En el tercer piso se montó un lujoso y confortable restaurante y la intendencia, oficinas y otras salas de recreo. La azotea contaba con comedor durante el verano. Si bien ha sufrido variantes, en la actualidad se mantiene siendo el orgullo de la colectividad española de Buenos Aires. Los salones de baño (actual Salón Alhambra) reproducen sectores de la Alhambra de Granada y son obra del español Francisco Villar y su esposa francesa, Léonie Matthis.

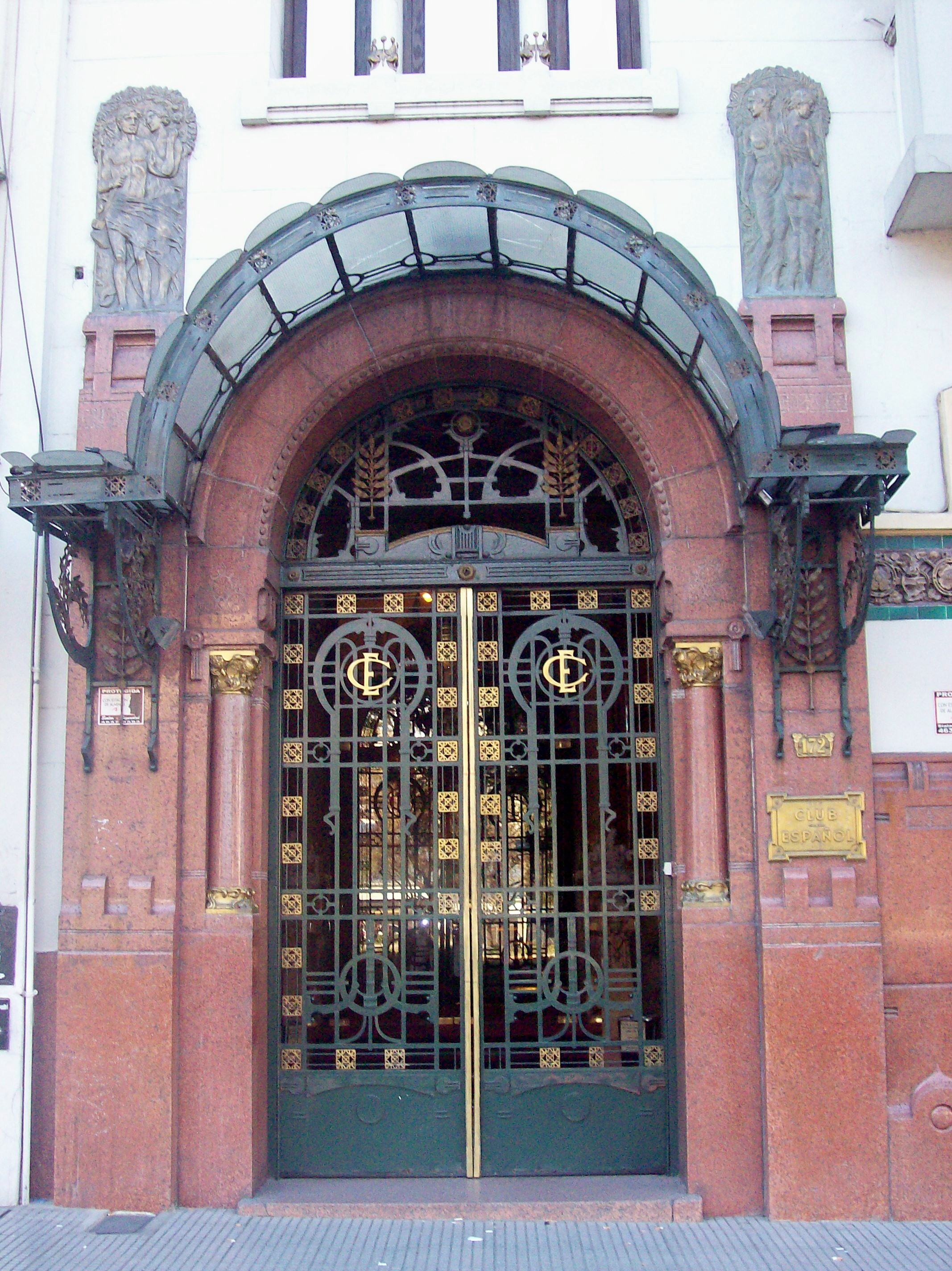
Entrada principal.

En el piso 3º se ha procedido a la reapertura de las salas destinadas a Biblioteca que cuenta con más de 20.000 volúmenes, posee incunables y libros únicos o raros, en estanterías construidas en madera de roble artísticamente tallada.
También se encuentra en el tercer piso la Pinacoteca, cuyos principales cuadros convenientemente restaurados se exhiben en el salón “España”, cuenta con admirables cuadros como Marina de Joaquín Sorolla, La Tanagra de Julio Romero de Torres, Escena bucólica de Álvarez de Sotomayor, Los Saltimbanquis de Moreno Carbonero, Elevadores de Quinquela Martín, Locura de Amor de Pradilla, Valle de Barcia de Llorens y obras de consagrados artistas del siglo XIX.
En el Club también se custodia el mármol de La Tradición de Agustín Querol, la Bailaora de Mariano Benlliure o el gran relieve titulado La intelectualidad y el trabajo de Miguel Blay, además de dos hermosos jarrones obra de José Solá que coronan ambos extremos de la balaustrada de la escalera, en el primer piso.